# 李寿
汉昭文帝李寿（300年—343年），字武考，十六国时期成汉政权的皇帝。为李特之弟李骧少子。
338年即位后改国号为“汉”。343年病死。

## 生平

### 早年
李壽天生聰敏好學，少尚禮容，在李氏諸子中相當突出，受到李雄欣賞，認為他足以擔當大任，乃授以前將軍，統領巴蜀軍事，彼遷征東將軍，當時年僅十九歲。在任期間以處士譙秀為謀主，對其言聽計從，令他在巴蜀威德日隆。
李驤卒，李壽再先後升遷為大將軍、大都督、侍中、並封扶風公、錄尚書事。在出征寧州時，圍攻百餘日，最終悉數平定諸郡，李雄大悅，再加封建寧王。
李雄卒，受遺命輔政，李期繼位，改封漢王，兼任梁州刺史，獲賜封梁州五郡。
自此，李壽威名遠播，卻同時深為李越、景騫等所忌憚，令李壽深為擔憂。在暫代李玝屯田涪水期間，每次朝覲日期到來，都以邊境賊寇橫行，不可放鬆戒備離開而推卻。同時李壽又因為李期、李越兄弟等十餘人年紀漸長，又擁有精兵，擔心不能自全，便數次欲聘得龔壯為其效命。龔壯雖然不答應，不過仍多次與李壽見面。時值岷山崩塌，江水因此枯竭，李壽認為此乃上天預示災劫，因而非常厭惡，便問龔壯自安之法。龔壯的父親及叔父，被李特殺害，為了假借李壽之手報仇，便向李壽提出起兵自立以自保的建議，最終獲得李壽採納，之後便暗中與長史略陽羅恆、巴西解思明共同謀奪首都成都，並得數千人加入。李壽軍起兵突襲成都，將其攻克，縱兵擄掠，甚至姦污李雄女兒及李氏諸婦，並將之殘殺。羅恆、解思明、李奕、王利等人乃勸李壽自稱鎮西將軍、益州牧、成都王，並向晉朝稱藩。

### 即位
成玉恆四年（338年），大臣任調、司馬蔡興、侍中李艷以及張烈等勸李壽自立。李壽命巫師卜卦，得出「可當數年天子」的預示，任調大喜，進言「一日尚且滿足，何況數年！」（一日尚為足，而況數年乎！）李壽以「有道是「早上聽到警世的道理，就算當晚要死亦無悔無憾」（朝聞道，夕死可矣），任調的進言，實在是上乘之策！」乃自稱為帝，舉國大赦，並改元漢興，以董皎為相國、羅恆、馬當為股肱，李奕、任調、李閎為親信，解思明為謀主。李壽本想向龔壯，授安車束帛以命為大師，然而龔壯拒絕，僅接收縞巾素帶，以師友之位自居。同時拔擢幽滯，授以顯位。並追尊李驤為獻帝、母昝氏為太后、妻阎氏為皇后、世子李勢為太子。
李壽稱帝後，有人狀告廣漢太守李乾與大臣串通，密謀廢帝。李壽命兒子李廣與大臣齊集殿前，將李乾徙為漢嘉太守。一次遇上狂風暴雨，震動大履門柱，李壽為此深自悔責，下命郡臣要盡忠進言，切切拘泥忌諱。
後來後趙石虎向李壽提議結盟出兵晉朝，事成後兩人並分天下，李壽大悅，先是大修船艦，嚴兵繕甲，又令吏卒準備充足糧草。繼而以尚書令馬當為六軍都督，準備以七萬人兵力，乘舟溯江而上。當船隊經過成都時，鼓聲震天，李壽登城檢閱，群臣趁機以國小眾寡，吳越、會稽路遠，不易成功為由出言阻止，尤其解思明更是切誎懇至，於是李壽便讓群臣力陳利害。龔壯谏曰﹕「陞下與胡人互通，是否會比與晉朝更好呢? 胡人素來是豺狼一樣的國家。晉朝被滅，才不得不北面事之。如果與他們爭奪天下，結果只會令強弱更加懸殊，昔日虞國、虢國（成語「假途滅虢」的典故）的教訓在前，希望陛下可以深思熟慮。」群臣都同意龔壯的進言，更叩頭泣誎，終使李壽放棄，士眾大喜，更連聲萬歲。
之後李壽派遣鎮東將軍李奕征討牂柯，太守謝恕據城堅守多日未能攻克，適逢李奕糧盡，因而撤兵。同時以太子李勢為大將軍、錄尚書事。
李壽繼承李雄，同樣為政寬儉，在篡位之初，亦未表現其欲望。某次李閎、王嘏從鄴城歸來，盛讚石虎的宮殿華麗，鄴中戶口殷實。卻同時聽聞石虎濫用刑法，王侯表現不遜，亦以殺罰懲戒，反而能夠控制各地邦域，令李壽相當羨慕，決心效法他。下臣每有小過，動輒處死以立威。又以都城空虛、鄉效戶口未至充實、工匠器械仍未滿盈為由，遷徙鄰郡戶有三名男丁以上的家戶到成都，又建造尚方御府，派遣各州郡能工巧匠以充實之，並廣修宮室、引水入城，極盡奢華，又擴充太學、建立宴殿等，令百姓疲於奔命，悲呼嗟嘆怨聲載道，以致人心思亂者，竟有十之八九。左僕射蔡興進谏阻止，李壽以其散播謗言為由，將他處死。右僕射李嶷因為經常直言忤逆意旨，李壽對他素有積怨，便假以他罪將他收監然後處死。
後來李壽患有重病，經常夢見李期、蔡興索命。解思明等復議再次尊奉皇室，李壽不從。李演亦由越雟上書，勸他歸正返本，放棄稱帝，復稱為王，李壽大怒殺之，以警告龔壯、解思明等。龔壯於是作詩七篇，假借應璩之口諷刺李壽，李壽便回應道﹕「有道是「反省詩詞便可知其意思」，如果這篇是今人所作，就是賢哲之話語；假若是古人所作，便只是死去鬼魂的平常辭令！」

### 逝世
漢興六年（343年），最終在憂患之中病死，享年四十四歲。李壽在位五年，果應稱帝前巫師之言，後谥昭文皇帝，廟號中宗，葬安昌陵。

## 評價
李壽為帝之初，好學愛士，即使庶民小兒也對他稱道不已。每次閱到良將賢相建功立業的事蹟時，沒有一次不會反覆誦讀，故能征伐四克，開闢千里疆土。稱帝之前，相對李雄一心求上，李壽亦能盡誠於下，因此被稱為賢相。到即位之後，改立宗廟，以父李驤為漢始祖廟、李特、李雄為大成廟，又下旨强調與李期、李越並非同族，大凡期、越時定制，都有所改動。公卿之下，悉數任用自己的幕僚輔佐。李雄時的舊臣以及六郡士人，全部罷黜。而李壽相當仰慕漢武帝、魏明帝的所為，同時恥於聞說父兄之事，禁止上書者妄言前任教化功績，而只能提及李壽在位時的當世事功。

## 妻妾
- 阎皇后
- 李氏，李势生母

## 子女
- 李勢
- 李廣，345年自杀
- 李氏，李势妹，后为桓温妾

## 延伸阅读
[在维基数据编辑]
 《晉書·卷121》，出自房玄齡《晉書》